# Złotogłowowe
Złotogłowowe, asfodelowe (Asphodeloideae Juss.) – podrodzina złotogłowowatych (Asphodelaceae) w systemie APG IV z 2016, w starszych systemach zwykle w randze rodziny roślin jednoliściennych. Należą tu przeważnie rośliny rozetowe o spichrzowych (gruboszowatych) liściach i mięsistych korzeniach lub kłączach. Cechą charakterystyczną jest występowanie antrachinonów gromadzących się w komórkach aloinowych wiązek naczyniowych liści oraz obecność mięsistych osnówek. Należy tu 19 rodzajów z ok. 800–940 gatunkami. Występują w rejonie Morza Śródziemnego, w Afryce, Azji zachodniej i środkowej oraz w Australii. 

## Systematyka
Pozycja i podział rodziny według Angiosperm Phylogeny Website (aktualizowany system APG IV z 2016)
Jedna z trzech podrodzin w obrębie rodziny złotogłowowatych (Asphodelaceae) w rzędzie szparagowców Asparagales w obrębie jednoliściennych. System APG IV zmienił w stosunku do systemu APG III (2009) nazwę rodziny z żółtakowatych (Xanthorrhoeaceae) na złotogłowowate (Asphodelaceae), bez zmian w klasyfikacji.
Pozycja w systemie APG II (2003) i APW (2001...)
Złotogłowowate stanowiły wraz z rodziną Xanthorrhoeaceae grupę siostrzaną dla liliowcowatych Hemerocallidaceae w obrębie kladu (określanego rangą rzędu) szparagowców Asparagales. Rozdzielane były tradycyjnie na dwie podrodziny – Asphodelioideae i Aloideae (syn. aloesowate Aloaceae Batsch), przy czym pierwsza z nich okazała się mieć charakter parafiletyczny (dlatego nie wyróżnia się już współcześnie aloesowatych jako odrębnej rodziny). Badania molekularne wykazały, że dotychczas przyjmowany podział na rodzaje w obrębie podrodziny Alooideae miał charakter sztuczny – nie odzwierciedlał rzeczywistego powiązania filogenetycznego między tymi roślinami. 
Podział na rodzaje
- Aloë  L. – aloes
- Aloiampelos  Klopper & Gideon F. Smith
- Aloidendron  (A. Berger) Klopper & Gideon F. Smith
- Aristaloë  Boatwright & Manning
- Astroloba  Uitewaal
- Asphodeline  Reichenbach – złotnica
- Asphodelus  L. – asfodel, złotogłów
- Bulbine  Wolf
- Bulbinella  Kunth
- Chortolirion  A. Berger
- Eremurus  M. Bieberstein – pustynnik
- Gasteria  Duval – gasteria
- Gonialoë  (Baker) Boatwright & Manning
- Haworthia  Duval – haworsja, haworcja
- Haworthiopsis  G. D. Rowley
- Jodrellia  Baijnath
- Kniphofia  Moench – trytoma
- Kumara  Medicus
- Lomatophyllum  Willdenow
- Tulista  Rafinesque
- Trachyandra  Kunth